# Donald Harvey
Donald Harvey (ur. 15 kwietnia 1952 w Hamilton, zm. 30 marca 2017 w Toledo) – amerykański seryjny morderca, który w latach 1970–1987 dopuścił się 47 morderstw, na pacjentach szpitali, w których pracował.  Harvey sam ochrzcił się pseudonimem Anioł Śmierci. Odsiadywał karę 28-krotnego dożywocia w więzieniu Warren Correctional Institution w stanie Ohio. Jego numer więzienny to A-199449.

## Młodość
Pochodził z rodziny ubogich plantatorów tytoniu. W dzieciństwie, Harvey miał dwa poważne wypadki, w których odniósł poważne obrażenia głowy. Jego wujek był pedofilem i zmuszał go do seksu oralnego. Dowiedział się o tym sąsiad chłopca, który zapłacił jego wujkowi za możliwość odbycia z Donaldem stosunku seksualnego. W szkole, Donald był bardzo aspołeczny. Od ukończenia 18 lat pracował jako salowy w kilku szpitalach. Po aresztowaniu za włamanie w marcu 1971 roku Harvey zaciągnął się do Sił Powietrznych Stanów Zjednoczonych, ale został zwolniony po dziewięciu miesiącach z powodu dwóch prób samobójczych. Niedługo później ujawnił się jako homoseksualista, czego sam długo nie potrafił zaakceptować.

## Zbrodnie
Przez dziesięć miesięcy pracował w szpitalu Marymount Hospital w London w stanie Kentucky, gdzie miał popełnić 15 morderstw, a kolejne 30 popełnił w szpitalu Drake Memorial Hospital w Cincinnati w stanie Ohio. Pierwszego morderstwa dokonał, gdyż miał go zdenerwować pacjent. Kolejnych morderstw miał dokonać, by ulżyć chorym pacjentom. Najczęściej dusił śpiących pacjentów poduszkami, truł, a nawet uszkadzał szpitalny sprzęt. Trafił na kilka lat do szpitala psychiatrycznego, po dwóch próbach samobójczych. Po powrocie do pracy, kontynuował zabijanie pacjentów. Podtruwał również osoby ze swojego bliskiego otoczenia. Gdy podejrzewał swojego partnera Carla Hoewelera o niewierność, zatruł jego jedzenie, aby nie mógł opuszczać mieszkania. Otruł śmiertelnie swoją sąsiadkę i ojca Hoewelera. 
Został aresztowany w 1987 roku i skazany na dożywocie. W marcu 2017 roku został skatowany przez współwięźnia, w wyniku czego zmarł.

## Ofiary Donalda Harveya
| Lp. | Ofiara               | Wiek | Data                 |
| --- | -------------------- | ---- | -------------------- |
| 1.  | Logan Evans          | 88   | 31 maja 1970         |
| 2.  | James Tyree          | 69   | 31 maja 1970         |
| 3.  | Elizabeth Wyatt      | 42   | 22 czerwca 1970      |
| 4.  | Eugene McQueen       | 43   | 10 lipca 1970        |
| 5   | Harvey Williams      | 82   | 12 lipca 1970        |
| 6.  | Ben Gilbert          | 81   | 24 lipca 1970        |
| 7.  | Maude Nichols        | 64   | 15 sierpnia 1970     |
| 8.  | William Bowling      | 58   | 30 sierpnia 1970     |
| 9.  | Viola Reed Wyran     | 63   | 4 listopada 1970     |
| 10. | Margaret Harrison    | 91   | 6 grudnia 1970       |
| 11. | Sam Carroll          | 80   | 6 stycznia 1971      |
| 12. | Maggie Rawlins       | ?    | 15 stycznia 1971     |
| 13. | Silas Butner         | 62   | 23 stycznia 1971     |
| 14. | John V. Combs        | 68   | 26 stycznia 1971     |
| 15. | Milton Bryant Sasser | 91   | 14 marca 1971        |
| 16. | Helen Metzger        | 63   | 10 kwietnia 1983     |
| 17. | Henry Hoeweler       | 82   | 25 kwietnia 1983     |
| 18. | Howard Vetter        | ?    | Lato 1983            |
| 19. | Hiram Profitt        | ?    | 19 września 1984     |
| 20. | James Peluso         | 65   | 9 listopada 1984     |
| 21. | Edward Wilson        | ?    | 18 marca 1985        |
| 22. | Nathaniel Watson     | 65   | 8 kwietnia 1986      |
| 23. | Leon Nelson          | 64   | 14 kwietnia 1986     |
| 24. | Virgil Weddle        | 81   | 19 kwietnia 1986     |
| 25. | Lawrence Berndsen    | ?    | 20 kwietnia 1986     |
| 26. | Doris Nally          | 65   | 2 maja 1986          |
| 27. | Willie Johnson       | ?    | Maj 1986             |
| 28. | Edward Schreibesis   | 63   | 20 czerwca 1986      |
| 29. | Robert Crockett      | 80   | 29 czerwca 1986      |
| 30. | Donald Barney        | 91   | 7 lipca 1986         |
| 31. | James Woods          | 65   | 25 lipca 1986        |
| 32. | Ernst Frey           | 85   | 16 sierpnia 1986     |
| 33. | Milton Canter        | 85   | 29 sierpnia 1986     |
| 34. | Roger Evans          | 74   | 17 września 1986     |
| 35. | Clayborn Kendrick    | ?    | 20 września 1986     |
| 36  | Albert Buehimann     | 69   | 27 października 1986 |
| 37. | William Collins      | 85   | 30 października 1986 |
| 38. | Henry Cody           | 78   | 4 listopada 1986     |
| 39. | Mose Thompson        | 65   | 22 listopada 1986    |
| 40. | Odas Day             | 72   | 9 grudnia 1986       |
| 41. | Cleo Fish            | 67   | 10 grudnia 1986      |
| 42. | Leo Parker           | 47   | 1 stycznia 1987      |
| 43. | Margaret Kuckro      | 80   | 5 lutego 1987        |
| 44. | Stella Lemon         | 76   | Marzec 1987          |
| 45. | Joseph Pike          | 68   | 6 marca 1987         |
| 46. | Hilda Leitz          | 82   | 7 marca 1987         |
| 47. | John Powell          | 76   | 7 marca 1987         |